# Silvia Șerbescu

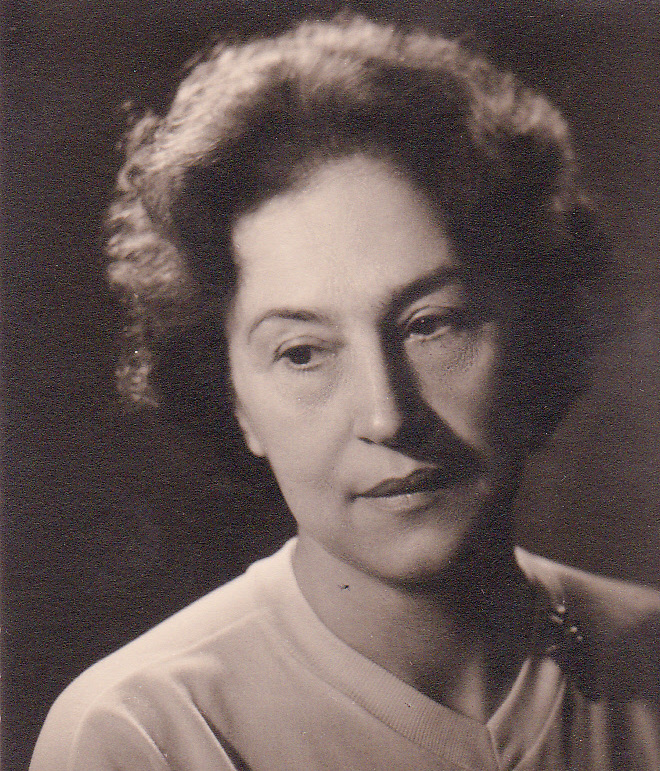
Silvia Șerbescu

Silvia Șerbescu (* 27. Januar 1903; † 22. April 1965) war eine rumänische Pianistin und Musikpädagogin.

## Werdegang
Șerbescu hatte am Konservatorium von Bukarest Klavierunterricht zunächst bei Emilia Saegiu, später bei Constanţa Erbiceanu, einer Schülerin von Carl Reinecke und Moritz Moszkowski. Parallel absolvierte sie ein Mathematikstudium. 1924 ging sie mit ihrem Mann Florian Şerbescu nach Paris und setzte ihre Ausbildung an der École Normale de Musique bei Lazare Lévy und Blanche Bascouret de Guéraldi fort. 1925 belegte sie den Ersten Platz bei der Abschlussprüfung und erhielt die Konzertlizenz. In den Folgejahren belegte sie Kurse bei Alfred Cortot. 1928 debütierte sie in Bukarest mit den Bukarester Philharmonikern unter Nonna Otescu, 1929 in Paris mit dem Orchestre Symphonique unter Ernest Ansermet und mit einem Recital in der Sale Pleyel.
Es folgten erfolgreiche Tourneen durch Europa. In Rumänien spielte Șerbescu zahlreiche Erstaufführungen von Werken zeitgenössischer Komponisten, so Sergei Rachmaninows Zweites Klavierkonzert (unter George Georgescu, 1931), Manuel de Fallas Noches en los jardines de España (unter Ionel Perlea, 1934), das Zweite und Dritte Klavierkonzert Sergei Prokofjews. 1956 führte sie unter Leitung von Mircea Basarab Maurice Ravels Konzert für die linke Hand auf, 1958 den Klavierzyklus Iberia von Isaac Albéniz und George Enescus Klaviersonate f-Moll, zum 100. Geburtstag Debussys 1962 dessen 24 Präludien.
Ab 1948 war Șerbescu Professorin für Klavier am Konservatorium „Ciprian Porumbescu“.
Auch ihre Tochter Liana Şerbescu wurde als Pianistin bekannt.

## Schüler
Constantin Ionescu-Vovu, Constantin Iliescu, Cristea Zalu, Georgeta Ştefănescu-Barnea, Helmuth Plattner, Alexandru Şumski, Peter Szaunig, Marta Joja, Sanda Bobescu, Liana Şerbescu, Ioana Minei, Liliana Minei Rădulescu, Florina Iftimescu Cozighian, Veronica Rusescu, Maria Bobescu, Zoe Popescu Snake, Alexandrina Zorleanu, Elena Cosma, Florella Geantă, Rodica Giroveanu, Constantin Stelian, Gheorgi Petrov, Emilian Voicu, Theodor Paraschivescu, Lavinia Tomulescu, Alexandru Dumitrescu, Julius Kalmann, Doina Pârvan, Gheorghe Balaban, Ştefan Kiritescu und Cristian Dumitrescu.